# Казандібі

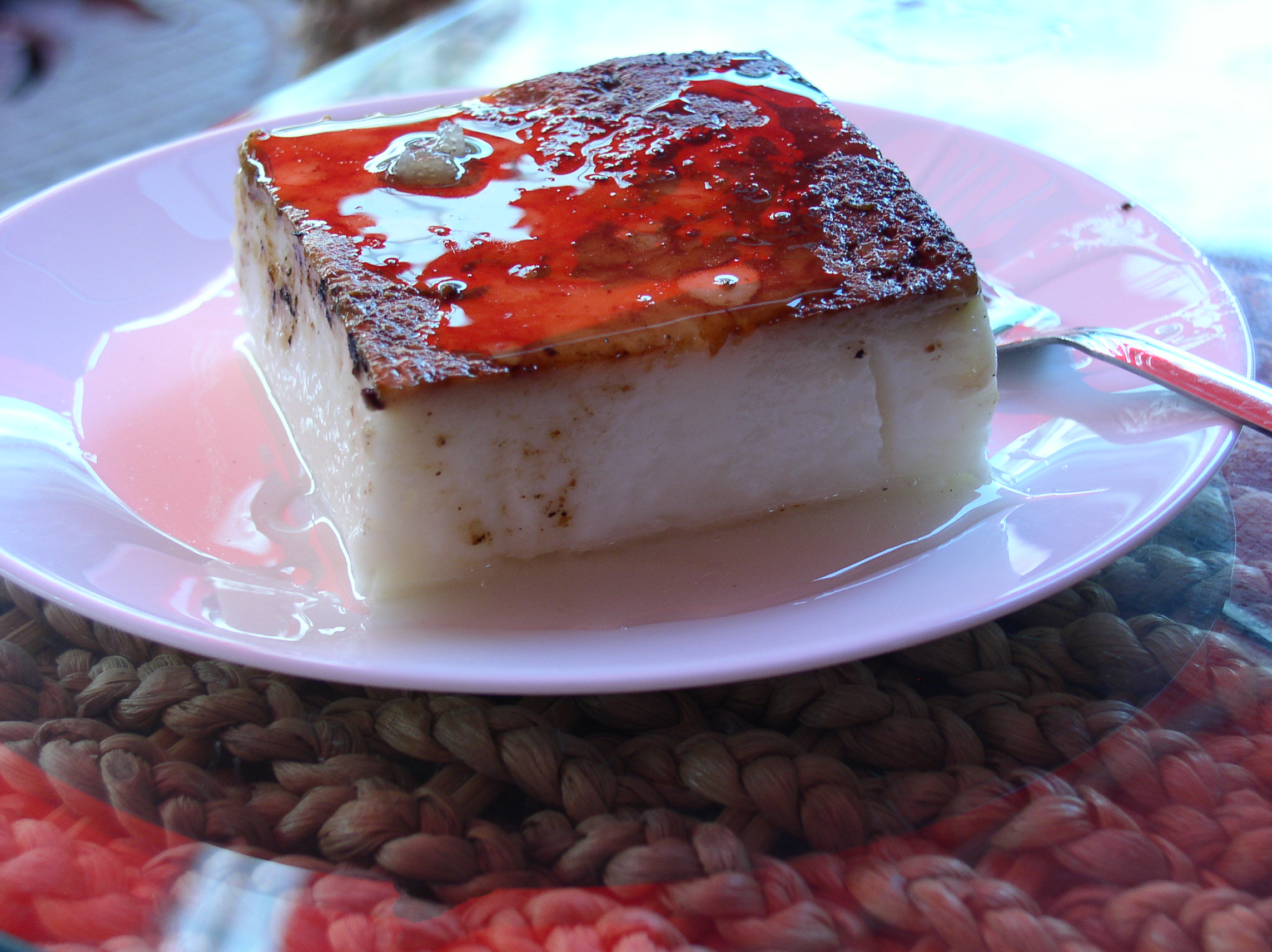
Казандиби

Казандібі або Казан дібі ( тур. Kazandibi , «Дно казана») — турецький десерт і тип вареної молока пудингу. Він розроблений на кухнях Османського палацу та є одним із найпопулярніших турецьких десертів сьогодні. 

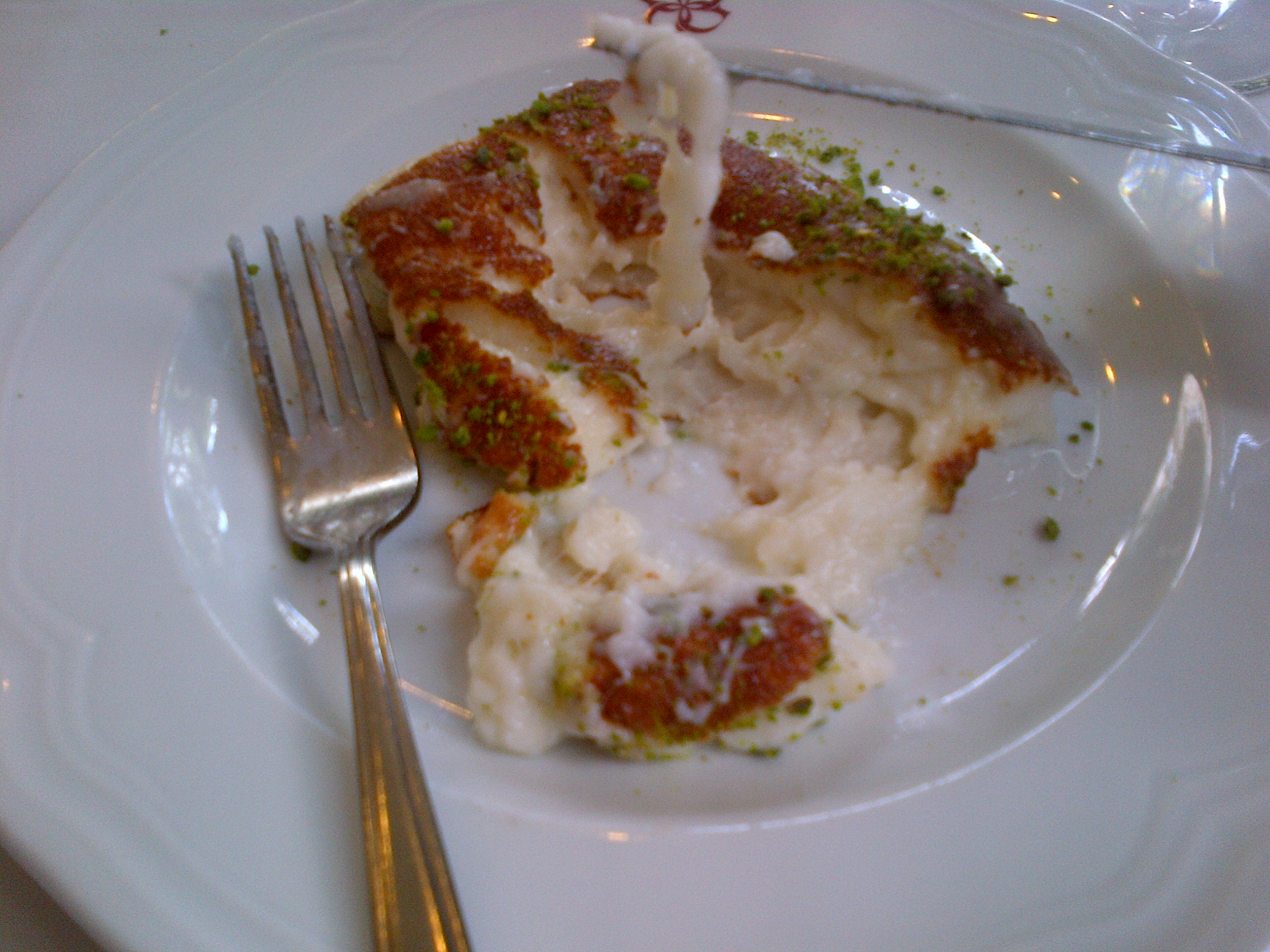
Казандібі на тарілці
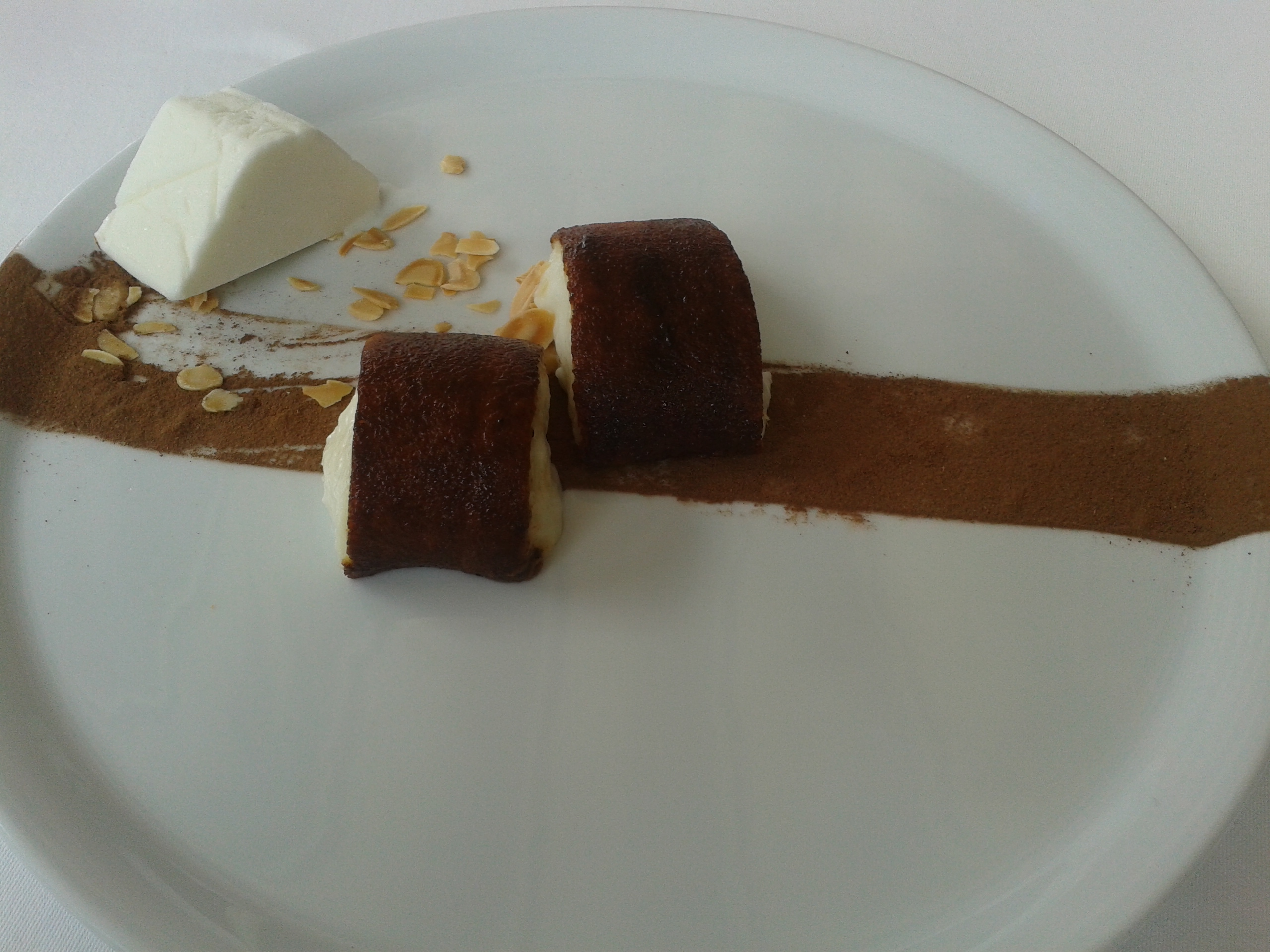

Традиційно виготовляється шляхом спаленням низу десерту тавук гьоосю. Варіант казандібі може також використовувати мухаллебі.

## Дивись також
- Список турецьких десертів